# ベネッセハウス
ベネッセハウス（英名：Benesse House）は香川県香川郡直島町に在るホテルを備えた現代美術に特化した美術館。海外で最も知名度の高い日本のリゾート施設の一つ、ベネッセアートサイト直島の中核施設である。瀬戸内海の小島「直島」の南部、通称・琴弾地と呼ばれる地区に位置する。

## 概要
福武總一郎の依頼で建築家安藤忠雄が全体設計した直島文化村プロジェクト・ベネッセアートサイト直島における中核施設。丘の上の本館・ミュージアム棟（旧称直島コンテンポラリーアートミュージアム）は1992年、宿泊専用棟「オーバル」は1995年、海辺の宿泊専用棟「パーク」「ビーチ」は2006年に開館した。
「自然・建築・アートの共生」をコンセプトとして設計されており、館内のミュージアム、共有エリア、客室はもとより、ミュージアム棟とパーク棟を結ぶ林間、浜辺まで、芸術作品の展示スペースとなっている。
屋外展示作品の大半は作家が当地で製作した作品である。
コンデナスト社が発行する旅行誌『コンデナスト・トラベラー』の "seven places in the world you should see next" （次に見るべき世界の七か所）特集で取り上げられたことをきっかけに、世界各地の新聞や雑誌で紹介されており海外での注目度も高い施設である。
1994年、第35回BCS賞を受賞。

## 施設

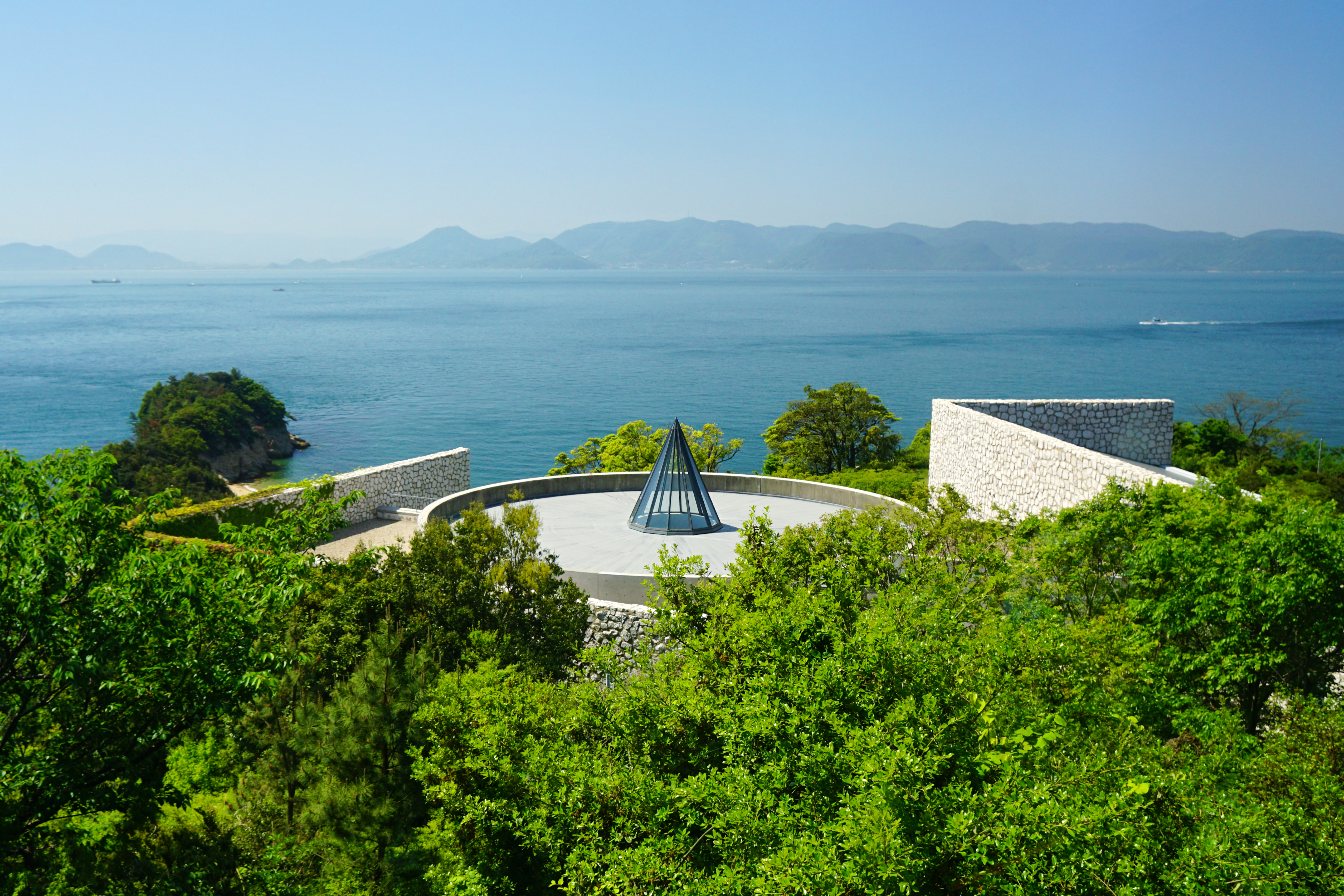
「ミュージアム」

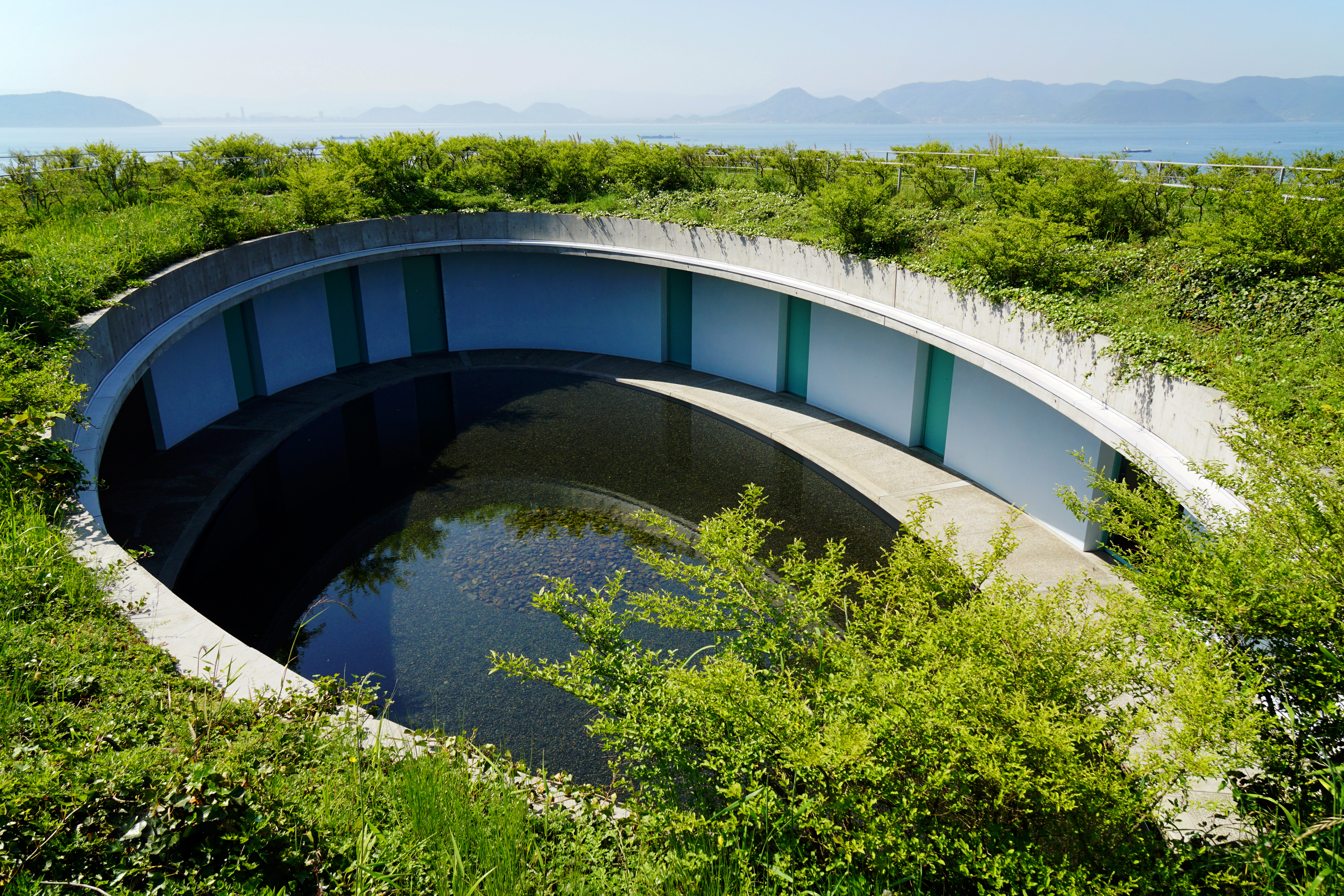
「オーバル」

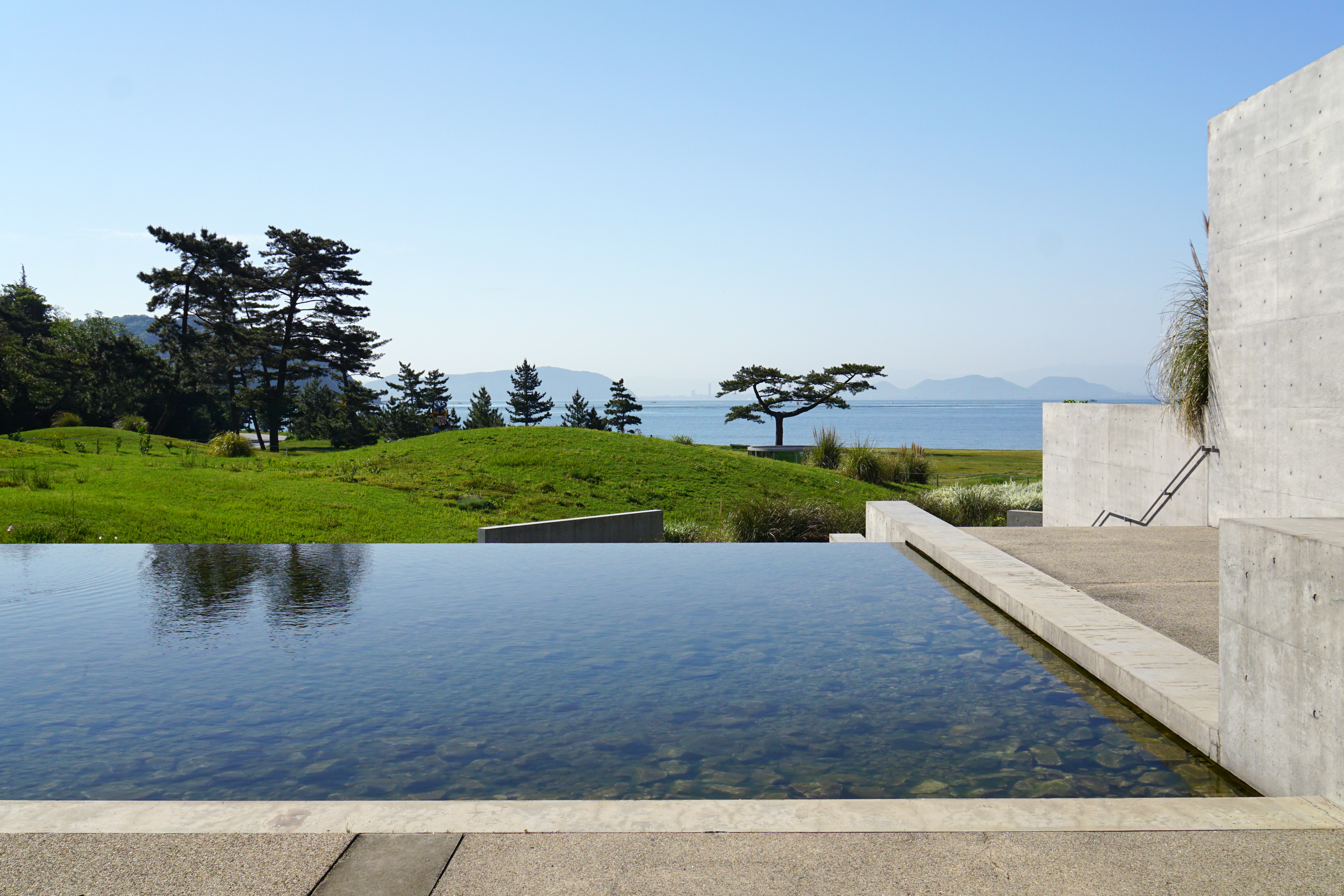
「パーク」

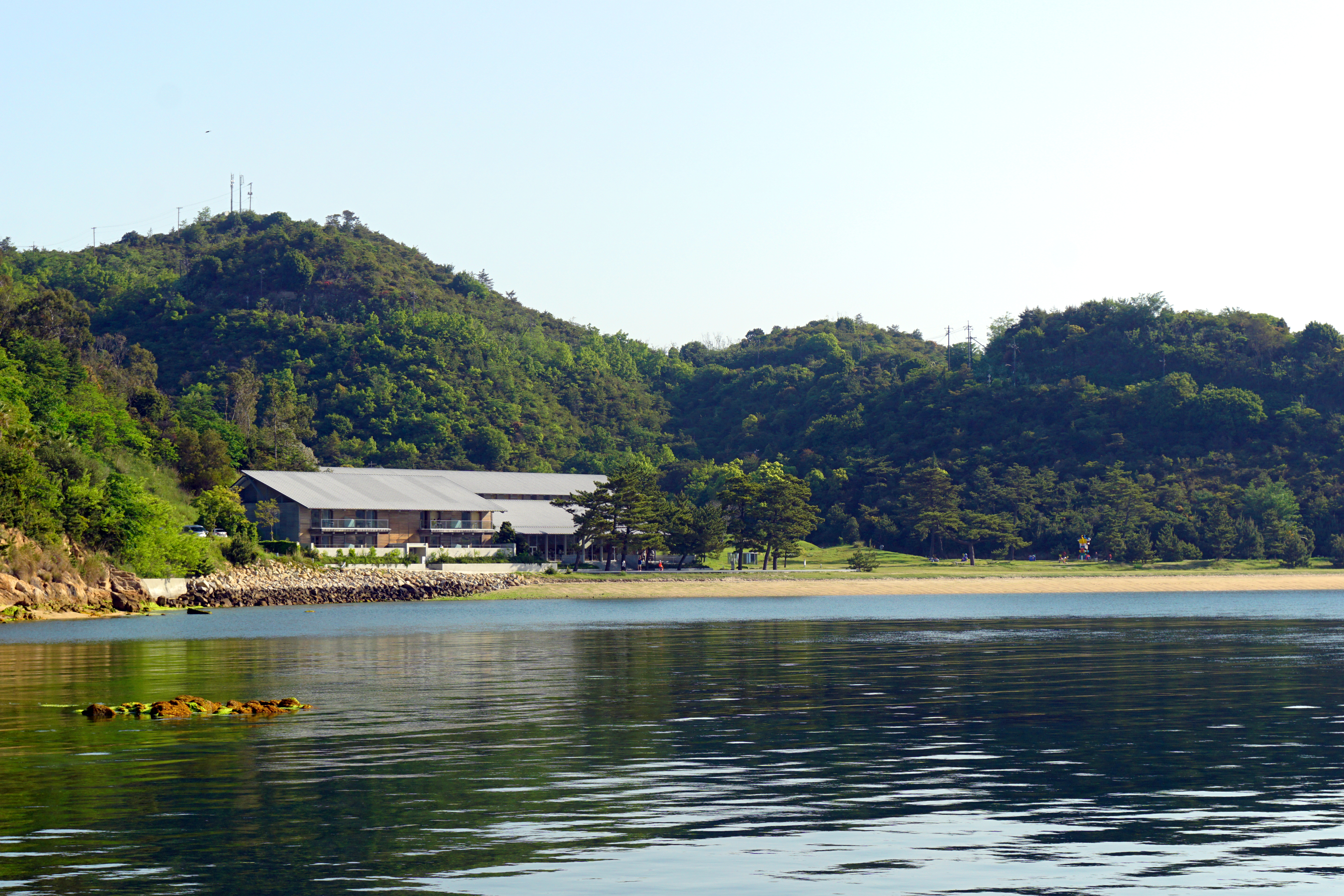
「ビーチ」

- 本館・ミュージアム棟「ミュージアム」 - 1992年竣工、SRC、美術館、宿泊施設、レストラン、カフェ、バー、ライブラリ
- 別館・宿泊専用棟「オーバル」 - 1995年竣工、SRC
- 別館・宿泊専用棟「パーク」 - 2006年竣工、木造、地上2階建
- 別館・宿泊専用棟「ビーチ」 - 2006年竣工、木造、地上2階建、ショップ、スパ
- 別館・レストラン棟「テラス」 - 2006年竣工、木造、地上1階建、レストラン

## 主な展示品
- 安藤忠雄 -  「ベネッセハウス模型、ドローイング 」 1996
- アルベルト・ジャコメッティ -  「石碑の上のディエゴ I 」 1962
- アンディ・ウォーホル -  「フラワーズ」 1967
- イヴ・クライン -  「青のヴィーナス」 1983
- ウィンストン・ロエス -  「ダルース」 1995、 「ヒューロン」 1996
- 大竹伸朗 -  「アンブルサイド I 」 1992、 「シップヤードワークス 船底と穴」 1990、 「シップヤード・ワークス 隔壁I」1990 、 「シップヤード・ワークス 隔壁VI」 1990

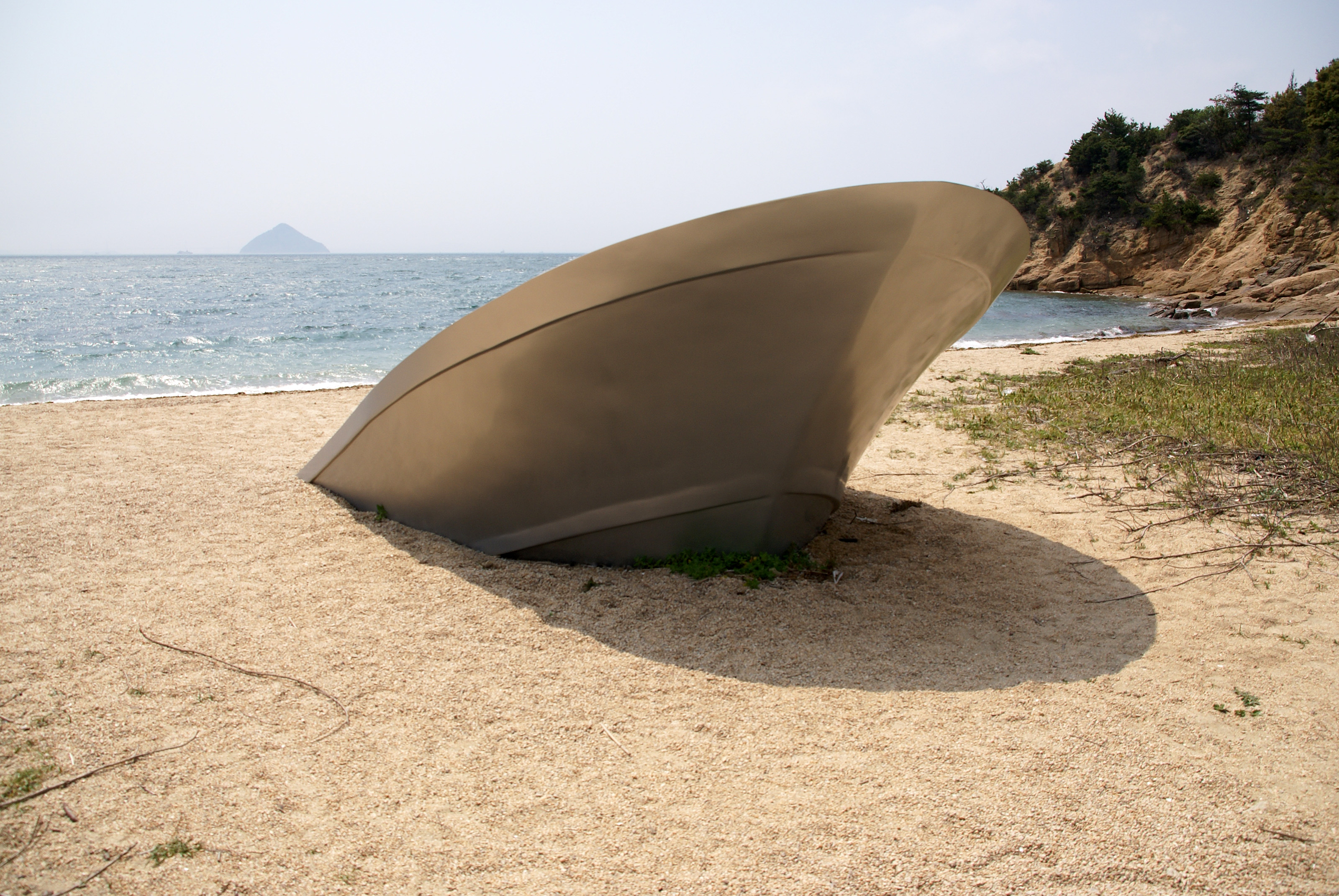
大竹伸朗「Shipyard Works: Cut Bow(シップヤード・ワークス 切断された船首)」1990

- 川俣正 -  「プロジェクト・オン・ルーズベルト・アイランド」 1993

- 草間彌生 - 「南瓜」 1994[4]
- 蔡國強 -  「文化大混浴　直島のためのプロジェクト瓦のドローイング」 1998

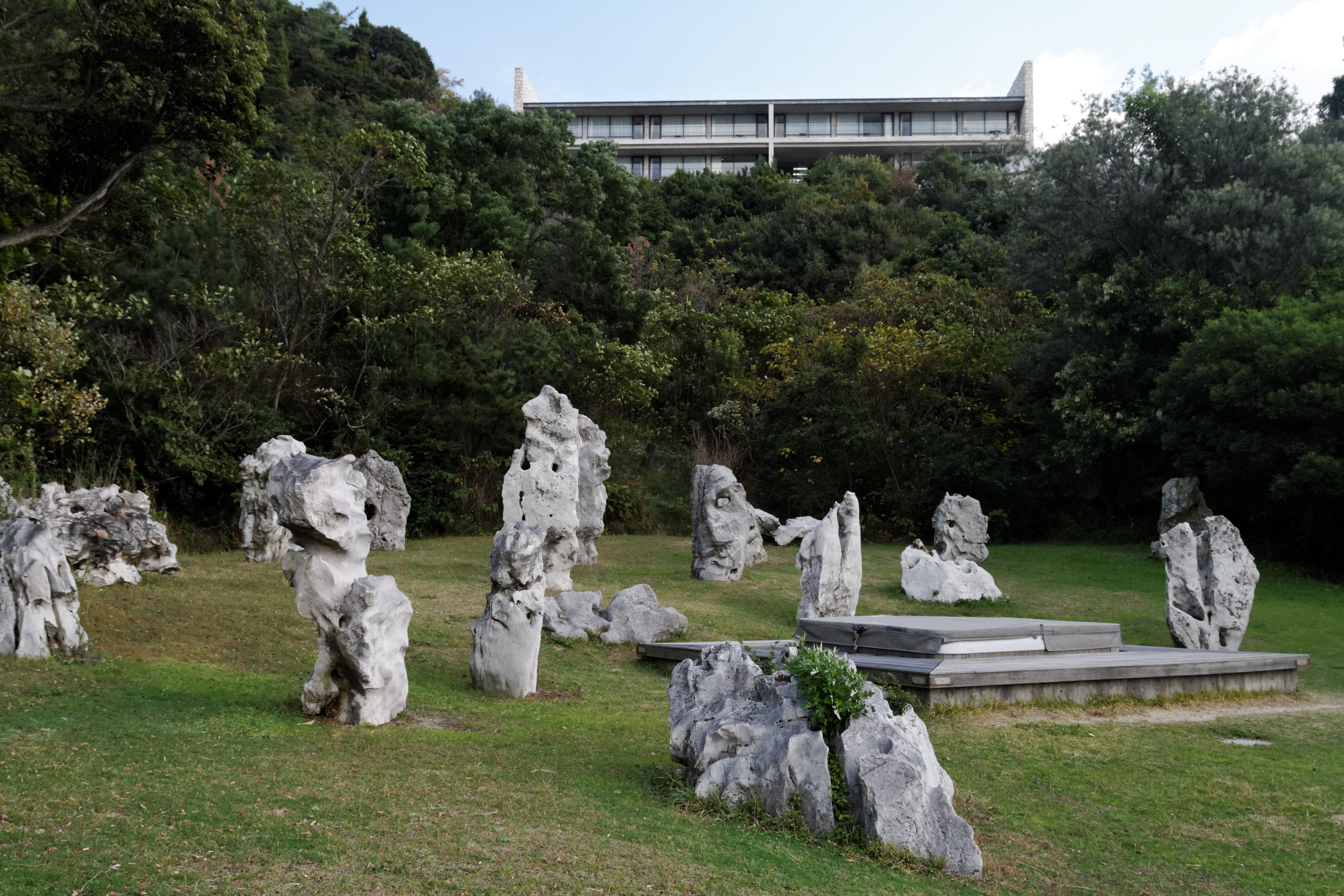
蔡國強「文化大混浴　直島のためのプロジェクト瓦のドローイング」 1998

- ジェニファー・バートレット（英語版） -  「黄色と黒のボート」 1985
- ジャスパー・ジョーンズ -  「ホワイト・アルファベット」 1968
- ジャクソン・ポロック -  「黒と白の連続」 1950
- ジャン・ミッシェル・バスキア -  「グア・グア」 1984
- ジョージ・シーガル -  「オリエンタル・ウーマン」 1981
- ジョナサン・ボロフスキー -  「3人のおしゃべりする人」 1986
- サイ・トゥオンブリー -  「無題I」 1968
- サム・フランシス -  「ブルー」 1952-53
- セザール -  「モナコを讃えてMC12」1994
- 杉本博司  - 「タイム・エクスポーズド」 1980-90

- 須田悦弘 -  「雑草」 2002

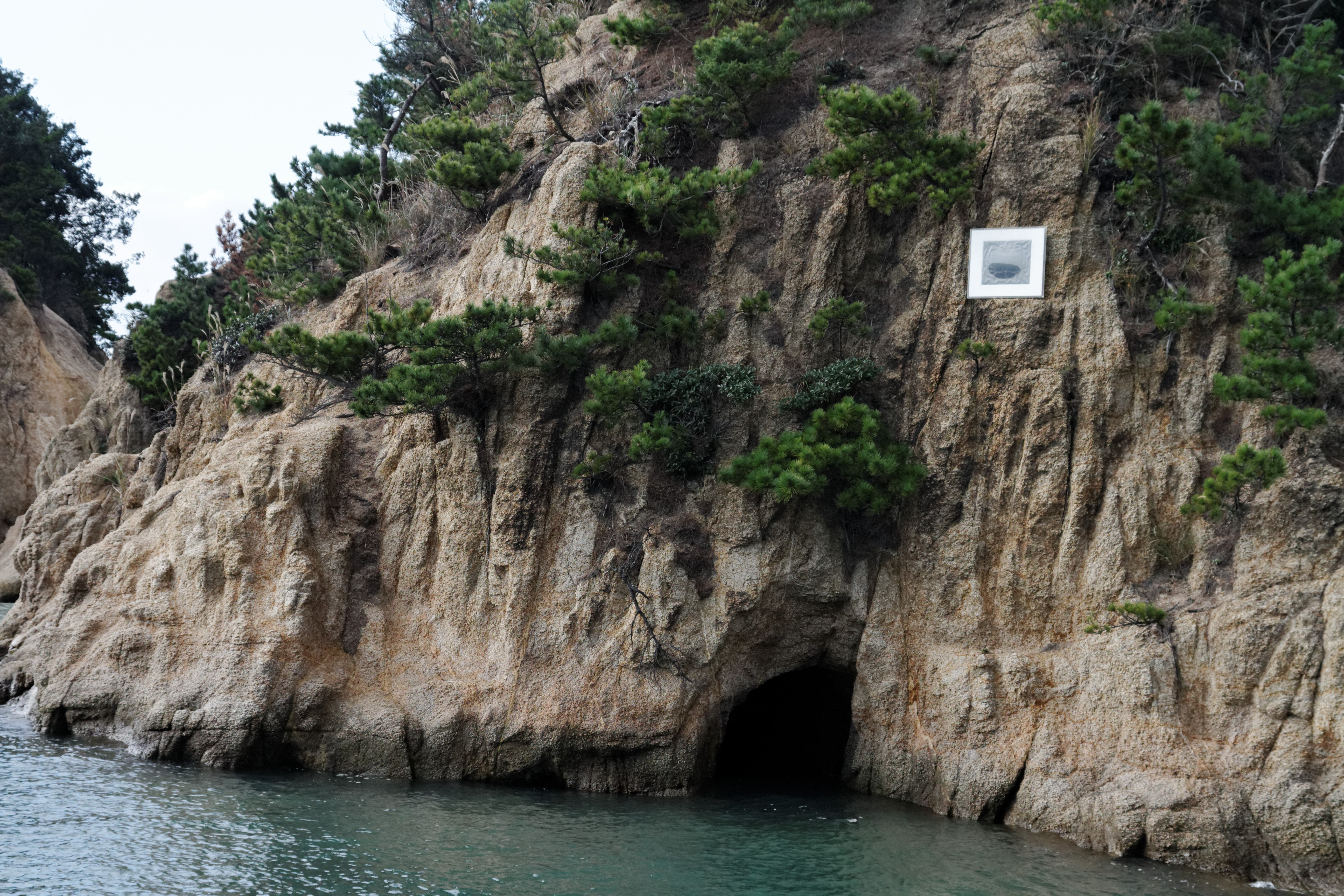
「タイム・エクスポーズド」 杉本博司

- ダニエル・ビュラン -  「25枚のエナメル・プレート」1993
- ダン・グラハム（英語版） -  「ニュージャージー州ジャージーシティのハイウェイ・レストランの室内の風景」1967
- デイヴィッド・ホックニー -  「木と空が映ったプール」1978、 「ホテル・アカトラン　中庭の回遊」 1985
- トム・ウェッセルマン -  「グレイト・アメリカン・ヌード #39」1962
- ニキ・ド・サン・ファル -  「会話」、「らくだ」、「猫」以上1991、「腰掛」 1989[4]
- フランク・ステラ -  「グランド・アルマダ」 1989、 「シャーク・マサカ」 1988
- ブルース・ナウマン  - 「100生きて死ね」 1984
- 宮島達男 - 「カウンター・サークル No. 18」 1993
- 安田侃 -  「天秘」 1996
- 柳幸典 -  「ザ・フォービドゥン・ボックス」 1995、 「ワン・ダラー」 1999、 「バンザイ・コーナー」 1996
- ヤニス・クネリス  - 「無題」 1996、 「無題」 1996、 「無題」 1983
- ルイーズ・ニーベルソン -  「ナイト・トータリティ」 1974
- リチャード・ロング  - 「瀬戸内海のエイヴォン川の泥の環」1997 、 「瀬戸内海の流木の円」1997 、 「十五夜の石の円」1997 、 「60分歩く」1990
- ロバート・ラウシェンバーグ - 「ラン・オフ」1984
- ジョージ・ リッキー（英語版） - 「3枚の正方形」1972-82

## 交通アクセス
- 高松駅から徒歩5分の高松港から船（四国汽船フェリー）で50分、宮浦港からバス15分
- 宇野駅から徒歩5分の宇野港から船（四国汽船フェリー）で20分、宮浦港からバス15分